# Hermes Trismegistos

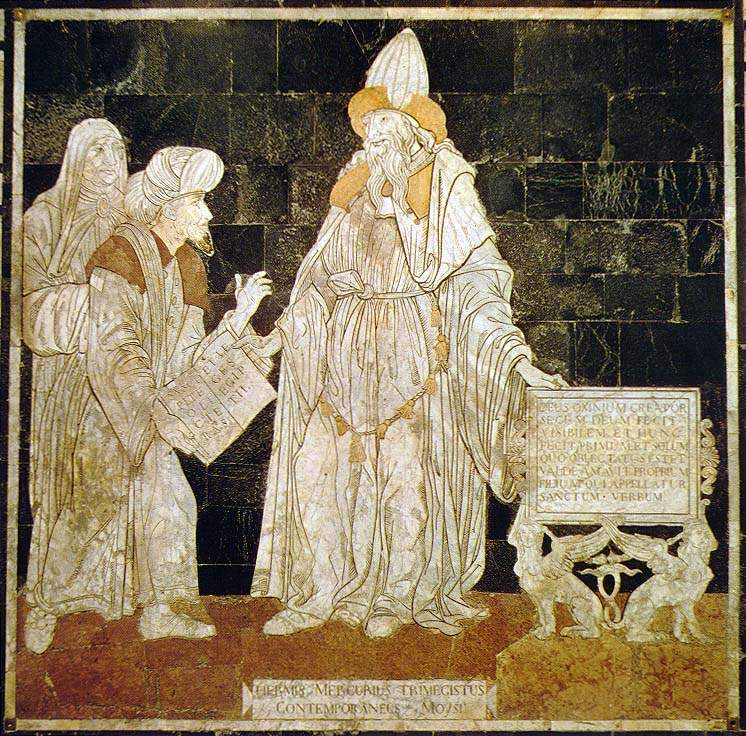
Hermes Trismegistos, Fußbodenmosaik im Dom zu Siena. Hier übergibt er die „Urweisheit“ seiner Kultur einem mit Mönchskutte gekleideten Vertreter des Okzidents und einem Vertreter des Orients mit Turban.

Die Göttergestalt des Hermes Trismegistos (altgriechisch Ἑρμῆς ὁ Τρισμέγιστος Hermē̂s ho Trismégistos „der dreimal größte Hermes“) ist eine synkretistische Verschmelzung des griechischen Gottes Hermes mit dem ägyptischen Gott Thot. Bis in die frühe Neuzeit glaubte man, Hermes Trismegistos habe tatsächlich gelebt und sei der Verfasser der nach ihm benannten hermetischen Schriften, des sogenannten Corpus Hermeticum.

## Thot und Hermes
Eine explizite synkretistische Identifikation des griechischen Gottes Hermes mit dem ägyptischen Gott Thot findet sich zuerst bei Manetho, einem ägyptischen Priester aus dem 3. Jahrhundert v. Chr., zu Beginn der hellenistischen Ära in Ägypten. Das betreffende Fragment eines Werks von Manetho namens „Buch der Sothis“ ist von Georgios Synkellos, einem byzantinischen Mönch († nach 810), überliefert. Manetho schreibt an Ptolemaios II. und gibt als Quell seiner Kenntnisse an:

„Inschriften aus dem Land Seir, stammend von Thot, dem ersten Hermes, mit Hieroglyphen in der heiligen Sprache, nach der Flut übersetzt in die griechische Sprache und in Büchern aufgezeichnet vom Sohn des Agathodaimon, dem zweiten Hermes, dem Vater des Tat, in den Schreinen der Tempel Ägyptens.“

Der ibisköpfige Thot galt als ägyptischer Gott des Mondes und der Mondphasen, was ihn mit dem Prinzip des Wandels assoziierte. Da aus der Betrachtung des regelmäßigen Ab- und Zunehmens des Mondes die Zeit berechenbar wurde, wurden das Messen im Allgemeinen und die Zeit im Besonderen zu Zuständigkeiten des Gottes. Thots weitere Attribute sind die des Schreibens, des Erfindens der Schrift sowie der bildlichen Darstellung, Wissenschaft und Magie. Zusammen mit dem hundeköpfigen Anubis fungierte er als Schreiber beim Totengericht, wodurch er zu einer passenden Entsprechung des griechischen Totenbegleiters Hermes wird.
In De natura deorum (3, 56) zählt Marcus Tullius Cicero nicht weniger als fünf Verkörperungen des Hermes auf und sagt über die fünfte:

„Den fünften verehren die Pheneaten und er gilt als derjenige, welcher der Sage nach den Argus getötet hat, deshalb nach Ägypten floh und den Ägyptern ihre Gesetze gegeben und sie die Buchstabenschrift gelehrt hat. Die Ägypter nennen ihn Theut, und mit demselben Namen wird bei ihnen auch der erste Monat des Jahres benannt.“

Das heißt, dass die Identifikation von Hermes und Thot in Ägypten schon zu Beginn der Ptolemäerzeit etabliert war und auch bei den Römern als Mercurius-Theut bekannt war.
Herodot schreibt, dass „fast alle Götternamen aus Ägypten nach Griechenland gekommen sind“, und merkt speziell betreffend Hermes an, dass dieser bei den Ägyptern nicht mit erigiertem Glied dargestellt werde; diese Sitte hätten die Griechen von den Pelasgern übernommen.
Namengebend für Hermes waren ursprünglich als Wegmarken für Reisende dienende Steinhaufen, später Stelen mit einem Kopf und einem Phallus, die sogenannten Hermen. Hermes war der Gott der Reisenden, Hirten, Kaufleute und Diebe, Bote des Zeus und Totenbegleiter (Psychopompos). Dass der mit Hermes identifizierte Gott der ägyptische Thot war, lässt sich allerdings aus Herodot nicht schließen.

## Der Beiname „Trismegistos“
In der Vorrede seiner lateinischen Übersetzung des Poimandres erklärte Marsilio Ficino, der Beiname Trismegistos („der dreimal Größte“) rühre daher, dass dieser ägyptische Hermes zugleich der Größte der Philosophen, der größte Priester und größte König gewesen sei.
Belegt ist der entsprechende Beiname des Thot erstmals auf einem Ostrakon eines ägyptischen Priesters namens Hor aus Sebennytos aus der Zeit des Königs Ptolemaios IV. Auch bei dem schon erwähnten (ebenfalls aus Sebennytos stammenden) Priester und Schriftsteller Manetho wird der Name erwähnt.
Der römische Gott Mercurius wiederum wurde im Rahmen der Interpretatio Romana mit dem griechischen Hermes identifiziert, weshalb der Hermes Trismegistos zu Mercurius Termaximus latinisiert werden konnte.

## Überlieferungs- und Rezeptionsgeschichte
Die Vorstellung der mythischen Figur des Hermes Trismegistos, die sich Interpreten der Hermetica im Verlauf der Jahrhunderte konstruierten, speist sich aus den unterschiedlichen Betonungen der Trias Thot-Hermes-Mercurius. Entsprechend zählt Cicero in De natura deorum fünf Mercurii auf und führt den letzten, der dem des Hermes Trismegistos zu entsprechen scheint, auf Thot zurück, der den Ägyptern lange vor den Griechen und Römern Schrift und Gesetze gebracht haben soll:
Die griechische Figur des argostötenden Hermes aus dem homerischen Hymnos vereinigt sich dabei mit dem ägyptischen Schriftgott Thot, dem Geber der Gesetze und Zeitrechnung. Dem resultierenden Amalgam wurden dann in der Spätantike unter dem Namen Hermes Trismegistos die Autorität und die magischen Fähigkeiten eines ägyptischen Priesters zugeschrieben. Er wurde ob seines sagenumwoben hohen Alters verehrt und bot als heiliger Begründer der Schrift eine ideale Projektionsfläche für die kosmologisch-eschatologischen und allgemein „religiösen“ Schriften der Hermetica.
Eingehender befassten sich neben Lactantius besonders Augustinus von Hippo und Clemens von Alexandria mit Hermes Trismegistos und den ihm zugeschriebenen Schriften. Als wichtige Bewahrer der altägyptischen Legenden um Hermes Trismegistos wirkten griechische und byzantinische Gelehrte bis zur Eroberung Konstantinopels 1453 durch die Türken. Auch im Judentum wurden Teile der Mythen weitergegeben, speziell im Sohar.
Hermes Trismegistos wurde später als Entdecker des „Steins der Weisen“ beschrieben. So soll er in altägyptischer Zeit ein Element entdeckt haben, das zur Veredelung des Menschen (Religion, Philosophie und Körper) beitragen soll.
Die wohl bekannteste bildliche Darstellung des Hermes Trismegistos in einem Teil des Bodenreliefs der Kathedrale von Siena zeigt ihn als Gesetzgeber der Ägypter und Zeitgenossen des Moses.
Aus der Auseinandersetzung mit den Texten des Corpus Hermeticum etablierten Philosophen des 16. und 17. Jahrhunderts wie Marsilio Ficino, Heinrich Cornelius Agrippa von Nettesheim, John Dee, Ludovico Lazzarelli, Giordano Bruno, Francesco Patrizi da Cherso oder Robert Fludd eine eigene Form von Philosophie. Im Einklang mit dem Urteil des Lactantius, der in Hermes einen heidnischen Philosophen des Christentums sah, ebneten Berührungspunkte zwischen den Hermetica und biblischen Passagen den heidnischen Texten den Weg in den Kanon der frühen Neuzeit. Noch heute wird Hermes Trismegistos besonders von Esoterikern als wichtige Quelle esoterischen Wissens angesehen.

## Hermetische Schriften
Hermes Trismegistos galt von der Spätantike bis zur frühen Neuzeit als Verfasser einer Reihe von philosophischen, astrologischen, magischen und alchemistischen Schriften, die aufgrund seiner Gleichsetzung mit Thot als Zeugnisse uralten Wissens geschätzt wurden, das zumindest auf die Zeit des Moses zu datieren sei. Erst um 1614 kam Isaac Casaubon aus textkritischen Erwägungen zu dem Schluss, dass es sich bei diesen Texten um deutlich spätere Traktate handeln müsse, die kaum vor dem 2. Jahrhundert geschrieben worden sein konnten.
Die bekannteste hermetische Schrift im Mittelalter war der Dialog Asclepius, der zusammen mit den Werken des Apuleius von Madauros überliefert wurde, da man diesen für den Übersetzer der verlorengegangenen griechischen Vorlage hielt. Fragmente aus dem Asclepius sind auch in den koptischen Nag-Hammadi-Codices enthalten, die 1945 entdeckt wurden.
Ähnlich populär war eine astrologische Aphorismensammlung mit dem Titel Centiloquium Hermetis, von der über 80 Manuskripte und mehrere Drucke aus dem Zeitraum zwischen 1484 und 1533 erhalten sind, die Tabula Smaragdina, sowie das pseudepigrafische Liber XXIV philosophorum.
Die als Corpus Hermeticum bekannten Dialoge wurden erst in der Renaissance wiederentdeckt. Im Jahr 1462 kam Cosimo de Medici in den Besitz einer griechischen Handschrift, die er von Marsilio Ficino ins Lateinische übersetzen ließ.